# Авраам Закуто
Авраам бен Шмуель Закуто (івр. אברהם זכות порт. Abraão ben Samuel Zacuto; 1450, Саламанка, Іспанія — б.1515, Османська імперія) — відомий астроном, математик та історіограф єврейського походження, що жив на зламі XV та XVI століть. Склав астрономічні таблиці, які використовувались Колумбом і Васко да Гама, удосконалив металеву морську астролябію, що дозволяла проводити більш точні вимірювання, ніж дерев'яна. Васко да Гама радився із Закуто перед своїм історичним плаванням до Індії. Закуто послідовно пережив вигнання євреїв з Іспанії та Португалії і закінчив свої дні в Єрусалимі чи Дамаску.
На честь Авраама Закуто на Місяці названо кратер Загут, що розташований неподалік від кратера Раббі Леві, названого на честь Герсоніда.

## Біографія
Авраам бен Шмуель Закуто народився в 1450 або в 1452 році в Саламанці в Кастилії. Імовірно навчався астрономії в Саламанському університеті, одному із найстаріших університетів Європи, згодом став викладати у цьому університеті. У 1478 році видав свою головну працю — астрономічний трактат Ha-ḥibbur ha-gadol (ісп. La Compilación Magna — «Велика збірка»), який використовували у своїх подорожах Васко да Гама та Христофор Колумб. Займався астрономічними спостереженнями, досліджував місячне затемнення зірок та планет, повне сонячне затемнення тощо.
Після вигнання євреїв з Іспанії в 1492 році був запрошений до Португалії, яка на той момент ще не планувала власне вигнання. Був призначений королем Жуаном II придворним астрономом та астрологом. Васко да Гама використав досягнення Закуто та радився з ним перед своїм історичним плаванням до Індії, Закуто підтримував ідею пошуки морського шляху в Індійський океан.
Новий король Мануел I, прагнучи зміцнення своїх прав, провів 1497 року масове насильницьке хрещення португальських євреїв і вигнав з країни тих, хто відмовився вихрещуватись. Закуто вдалося втекти до Тунісу, дорогою він двічі опинявся в полоні. У Тунісі завершив свою історіографічну працю «Книга родоводів». На думку деяких істориків, книга має уривчастий і не завжди самостійний характер та містить неточності, але, проте, мала важливе значення для пробудження інтересу євреїв до своєї історії. З Тунісу Закуто був змушений перебратись до Османської імперії. За деякими відомостями, він переїхав до Єрусалиму 1513 року, де перебував у єшиві «Іцхак Шуліель» і там і помер. За іншими даними, він переїхав до Дамаска в 1515 році, що вважається роком його смерті.
Портрет Закуто можна побачити в стінному розписі університету в Йоганнесбурзі, що зображує відплиття Васко да Гама. Серед тих, хто проводжає мореплавця сожна знаходиться Закуто з астрономічними таблицями в руках.
Головні досягнення Закуто включають: удосконалення астролябії, яку він вперше виготував з металу, і складання більш точних астрономічних таблиць. Закуто розробив новий, спрощений тип морської астролябії, адаптований для практичного визначення широти під час перебування в морі, на відміну від попередніх багатоцільових пристроїв, призначених для використання на березі.

## Головні праці

### Ha-ḥibbur ha-gadol

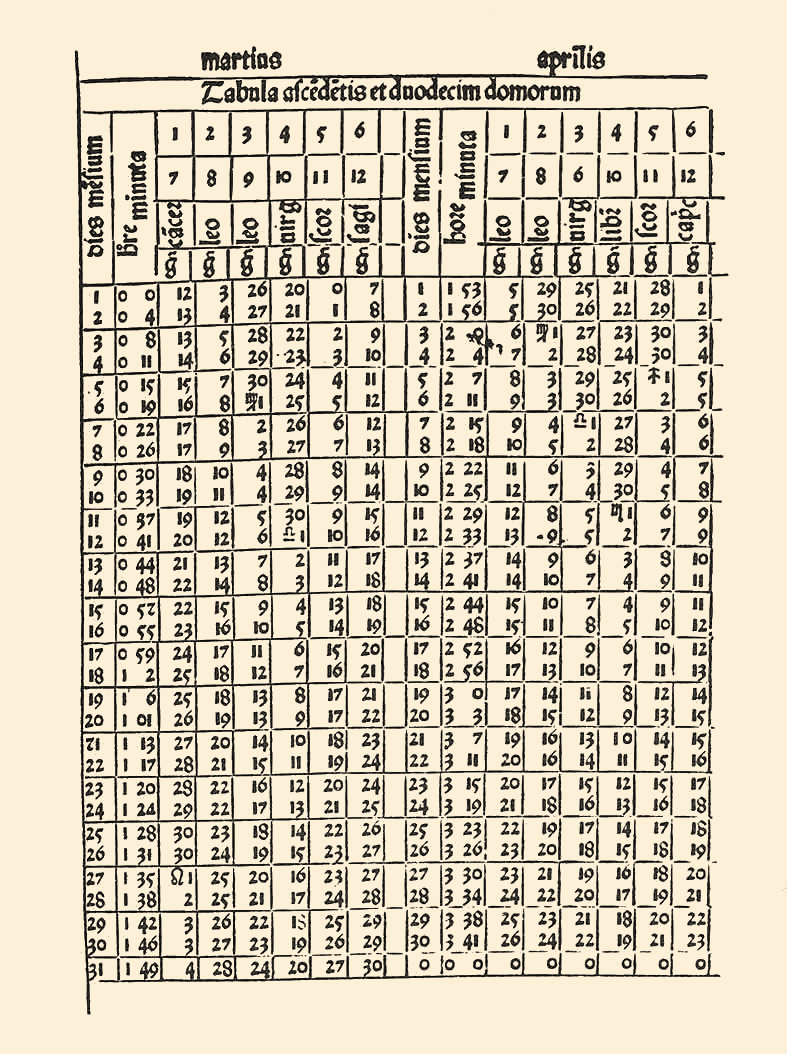
Сторінка з Almanach Perpetuum.

Основною працею, що принесла славу Аврааму Закуто став великий астрономічний трактат, написаний в Саламанці на івриті під назвою Ha-ḥibbur ha-gadol (ісп. La Compilación Magna — «Велика збірка»), аналог поширених в ісламському світі зіджей. Закуто розпочав писати трактат приблизно в 1470 році та завершив працю у 1478 році.
Довідник широко використовувався у морській навігації. Про популярність цієї праці говорить те, що за п'ятдесят років вона була передрукована чотири рази: у 1498, 1502, 1525 та 1528 роках. 
Він складався з 65 детальних астрономічних таблиць (ефемерид), складених для дати 1473 рік і меридіаном у Саламанці, в яких наводились розрахункові дані положення Сонця, Місяця та п'яти планет. Розрахунки базувалися на таблицях Альфонсіна та роботах попередніх астрономів (зокрема Майорканської школи XIV століття). Закуто  викладає дані у простому форматі «альманаху», з положеннями планети, які легко інтерполюються між записами, що робить його досить простим у використанні.
Перший кастильський переклад був здійснений у 1481 році Хуаном де Салайя. Португальський учень Закуто Жозе Візіньо, лікар і порадник португальського короля Жуана II переклав її на латину під назвою «Книга таблиць про небесні рухи або Вічний альманах» (лат. Tabulae tabularum Celestium motuum sive Almanach perpetuum) і організував його публікацію одночасно із новим кастильським перекладом в 1496 році Самуелем д'Ортасом у Лейрії, Португалія (одна з перших книг, виданих у Португалії з рухомим друкарським верстатом).
Крім того, він винайшов і нові методи обчислення координат місцезнаходження. Закуто користувався великою повагою Васко да Гама та Христофора Колумба, обидва використовували його досягнення під час своїх плавань і географічних відкриттях.

### Biur luḥot
Biur luḥot (лат. Almanach perpetuum) Закуто негайно спричинився до революційних змін в океанській навігації. До «Альманаха» мореплавці, які прагнули визначити своє місце розташування у відкритому морі, мали виправляти «помилку компаса» (відхилення магнітної півночі від справжньої півночі), використовуючи квадрант і Полярну зірку. Але цей спосіб стало важко використовувати, коли європейські мореплавці наблизилися до екватора і Полярна зірка почала зникати за горизонтом. «Альманах» Закуто містив першу точну таблицю сонячного схилення, дозволяючи навігаторам використовувати замість Полярної зорі сонце. Оскільки квадрант не можна було використовувати, щоб дивитися прямо на сонце, португальські мореплавці почали використовувати астролябію (старий наземний інструмент для непрямого вимірювання висоти сонця). Таблиці Закуто в поєднанні з новою металевою навігаційною астролябією дозволяли навігаторам робити точні спостереження будь-де. Уже в 1497 році Васко да Гама взяв таблиці Закуто та астролябію з собою в перше плавання до Індії. Пізніше португальські мореплавці використовували їх, щоб дістатися до далеких місць, таких як Бразилія та Індія.
Перед тим, як вирушити до Індії в 1497 році, Васко да Гама та його команда пройшли ретельний інструктаж і підготовку у Закуто, а також навчилися користуватися новими інструментами, які він розробив для їхньої подорожі. До цього Закуто знову вдосконалив існуючі астрономічні таблиці, в основному ті, що були підготовлені за часів короля Альфонсо X. Колумб також використовував таблиці Закуто. Розповідають, що коли під час однієї з  подорожей на нього напали тубільці, Колумб знав, що згідно таблиць Закуто на цей день випадало сонячне затемнення, і використав цю інформацію, щоб погрожувати тубільцям і переконати їх, що він може згасити Сонце і Місяць і позбавити їх всього світла. Таким чином робота Закуто врятувала життя адміралу та його екіпажу.

## Праці
- івр. Ha-Hibbur ha-gadol («Большое сочинение», 1478) — астрономічна праця з новими таблицями і методами обчислень, був перекладений спанською і латиною, здійснив великий вплив на географічні дослідження того часу;
- івр. Sefer ha-Yuhasin («Книга родословных», 1498) — історіографічна праця з історії єврейського народу.